# Ala Gallorum Sebosiana

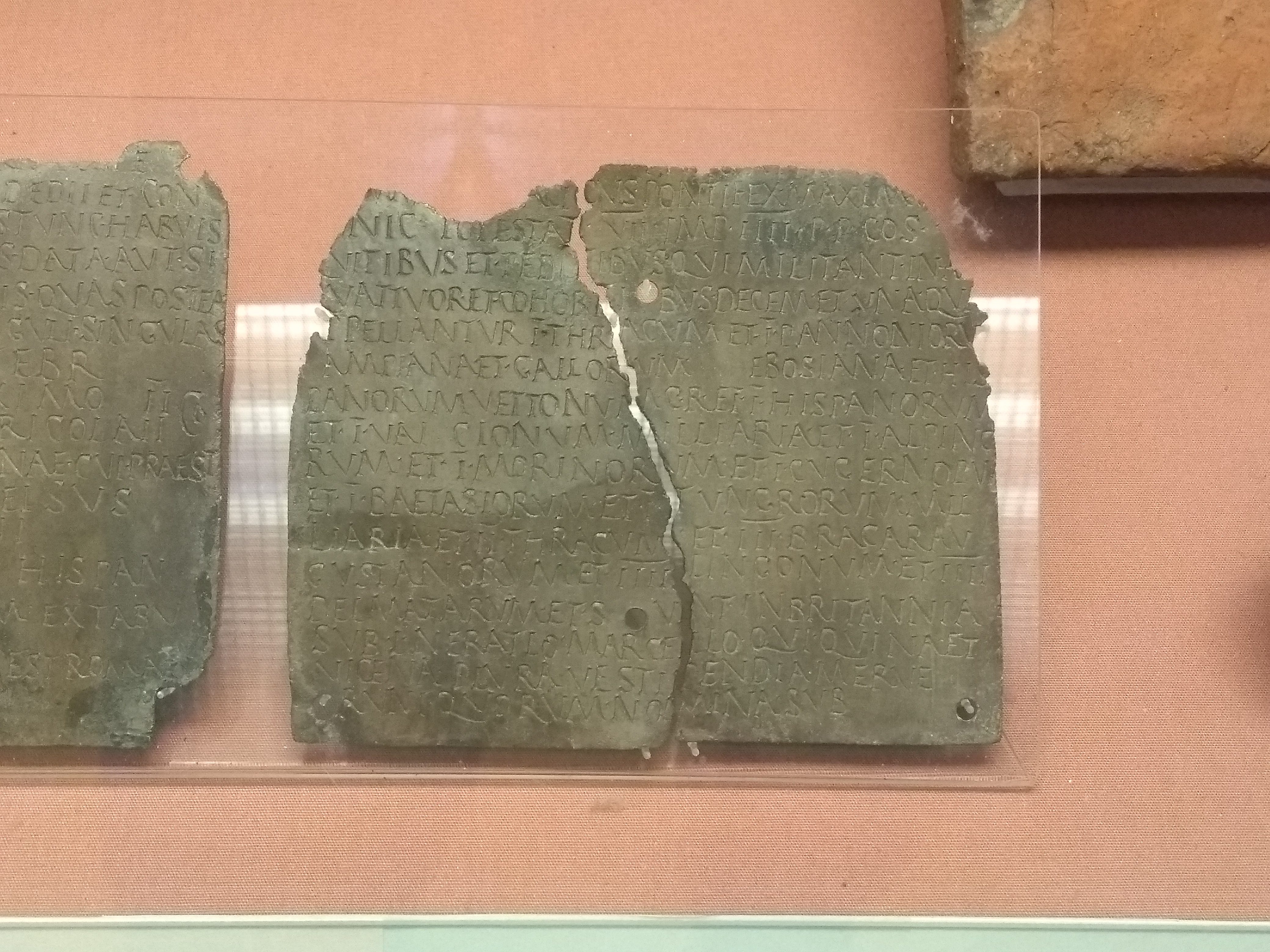
Das Militärdiplom vom 19. Januar 103 n. Chr.

Die Ala Gallorum Sebosiana [Postumiana] (deutsch Ala der Gallier des Sebosus [die Postumianische]) war eine römische Auxiliareinheit. Sie ist durch Militärdiplome, Inschriften, Ziegelstempel, Bleisiegel, Schreibtäfelchen und die Historiae von Tacitus belegt. In dem Militärdiplom von 103 wird sie als Ala II Gallorum Sebosiana bezeichnet, in den Militärdiplomen von 178 als Ala Sebosiana Gallorum, in einer Inschrift sowie in den Ziegelstempeln als Ala Sebusiana und in den sonstigen Inschriften sowie in den Schreibtäfelchen als Ala Sebosiana.

## Namensbestandteile
- Ala: Die Ala war eine Reitereinheit der Auxiliartruppen in der römischen Armee.

- II: Die römische Zahl steht für die Ordnungszahl die zweite (lateinisch secunda). Daher wird der Name dieser Militäreinheit als Ala secunda .. ausgesprochen.

- Gallorum: der Gallier. Die Soldaten der Ala wurden bei Aufstellung der Einheit aus den verschiedenen Stämmen der Gallier rekrutiert.

- Sebosiana: des Sebosus. Die Reitereinheiten der Gallier wurden oft nach einem ihrer ersten Kommandeure benannt. Als möglicher Namensgeber wird Statius Sebosus genannt.[A 1]

- Postumiana: die Postumianische. Eine Ehrenbezeichnung, die sich auf Postumus (260–269) bezieht. Der Zusatz kommt in einer Inschrift[2] vor.

Da es keine Hinweise auf den Namenszusatz milliaria (1000 Mann) gibt, war die Einheit eine Ala quingenaria. Die Sollstärke der Ala lag bei 480 Mann, bestehend aus 16 Turmae mit jeweils 30 Reitern.

## Geschichte
Die Ala war in Germania und in der Provinz Britannia (in dieser Reihenfolge) stationiert. Sie ist auf Militärdiplomen für die Jahre 103 bis 178 n. Chr. aufgeführt.
Die Einheit war im 1. Jhd. im obergermanischen Heeresbezirk stationiert, wo sie durch Inschriften belegt ist. Tacitus erwähnt die Ala in seinen Historiae (Buch III, Kapitel 6) als Ala Sebosiana; sie stand 69 während des Vierkaiserjahres auf Seiten von Vitellius.
Zu einem unbestimmten Zeitpunkt wurde die Einheit in die Provinz Britannia verlegt, wo sie erstmals durch ein Diplom nachgewiesen ist, das auf 103 datiert ist. In dem Diplom wird die Ala als Teil der Truppen (siehe Römische Streitkräfte in Britannia) aufgeführt, die in der Provinz stationiert waren. Weitere Diplome, die auf 122 bis 178 datiert sind, belegen die Einheit in derselben Provinz.
Der letzte Nachweis der Ala beruht auf einer Inschrift, die auf den 22. August eines Jahres zwischen 262 und 268 datiert ist.

## Standorte
Standorte der Ala in Germania und Britannia waren möglicherweise:
- Borbetomagus (Worms): zwei Inschriften[7] wurden hier gefunden.
- Mogontiacum (Mainz-Weisenau): eine Inschrift[8] wurde hier gefunden.

- Lancaster: zwei Inschriften,[9][A 3] ein Bleisiegel[10] und mehrere Ziegel[11] mit verschiedenen Stempeln der Einheit wurden hier gefunden.
- Luguvalium (Carlisle): ein Schreibtäfelchen[12] aus Holz mit einem Text, in dem die Ala Sebosiana aufgeführt ist, wurde hier gefunden.[13][A 4]

Ein zweites Schreibtäfelchen aus Holz mit einem Text, in dem die Ala aufgeführt ist, wurde in Vindolanda gefunden. Ein weiteres Bleisiegel wurde in Verteris gefunden.

## Angehörige der Ala
Folgende Angehörige der Ala sind bekannt:

### Kommandeure
| - Gaius Tetius Veturius Micianus, ein Präfekt - Flavius Ammausius, ein Präfekt | - Lucius Titius Mansuetus, ein Präfekt |

### Sonstige
| - Crescens, ein Reiter (AE 2008, 808) - Iuliu[s] Ianuarius, ein ehemaliger Decurio (RIB-01, 00600) - Leubius, ein ehemaliger Reiter (AE 1899, 191) | - M(arcus) Sempronius Termestinus, ein Decurio (CIL 13, 6236) - Ti(berius) Iulius Diviciacus, ein Decurio (Finke 216) - Val(erius), ein Decurio (RIB-02-01, 02411,089) |